# Immunoglobuliny M

Schemat budowy pentamerycznego przeciwciała IgM:
• niebieski – łańcuchy ciężkie
• żółty – łańcuchy lekkie
• ciemnożółty/niebieski – regiony zmienne (na końcach łańcuchów znajdują się miejsca wiążące)
• jasnożółty/niebieski – regiony stałe
• zielone – mostki disulfidowe
• czarny – łańcuch J

Immunoglobuliny M (IgM) – globuliny produkowane przez plazmocyty. Stanowią klasę przeciwciał zawierających łańcuch ciężki o wzorze domen: VH + CH1 + CH2 + CH3 + CH4 + ogon (przeciwciała te nie zawierają regionu zawiasowego).
IgM praktycznie nie występują w formie monomerycznej, nie wykazują też zmienności izotopowej, więc nie można wydzielić podklas. Typowa cząsteczka IgM jest pentamerem mającym kształt „płatka śniegu”, który po połączeniu zmienia się w kształt „kraba”. Ze względu na pentameryczną formę, IgM bardzo dobrze aktywują dopełniacz, chociaż wykazują niskie powinowactwo do antygenu. Przeciwciała te występują praktycznie tylko w odpowiedzi pierwotnej lub w przypadku pobudzenia antygenami grasiczoniezależnymi, pełnią także funkcję przeciwciał wielospecyficznych.
Około 5% IgM występuje w postaci heksamerów, które aktywują układ dopełniacza około 20-krotnie efektywniej od pentamerów.
Były to prawdopodobnie pierwsze przeciwciała, które pojawiły się w filogenezie, jako pierwsze pojawiają się także w ontogenezie. Wzrost miana IgM u człowieka świadczy o ostrym procesie chorobowym, np. boreliozie, toksoplazmozie, marskości wątroby.
Do IgM należą izoaglutyniny antyA i antyB (przeciwciała układu AB0).